# Carpias platydactylus
Carpias platydactylus är en kräftdjursart som först beskrevs av Giuseppe Nobili 1906.  Carpias platydactylus ingår i släktet Carpias och familjen Janiridae. Inga underarter finns listade i Catalogue of Life.